# Kana (skriftsystem)
Kana är en sammanfattande benämning på två av de japanska skriftspråken katakana (カタカナ) och hiragana (ひらがな). Kana är en stavelseskrift där varje tecken motsvarar en mora. Kana representerar alla uttalbara ljud i det japanska språket.

## Ursprung

Tecknen i både hiragana (ovan) och katakana (nedan) kan härledas till tecken kanji.

Benämningen kana härrör från det tidigare kanna (kari-na), vilket betydde 'provisoriska tecken'.
Kana-tecknen härstammar från de kinesiska tecken, kanji (漢字), som introducerades i Japan. Till exempel är katakana カ ka och hiragana か ka förenklingar av tecknet 加.
Skriftspråket skapades av den japanske buddhistmunken Kūkai, som var grundaren till shingonbuddhismen.

## Hiragana
Hiragana (平仮名) var vanligt i många kvinnors litterära verk, såsom Berättelsen om Genji, och kallades därför tidigare för onna no te (女の手), vilket betyder "kvinnohand". Japanska kvinnor använde bara kinesisk kursiv stil medan männen skrev i kinesisk normalstil, så utbildning i kinesiskan var inte jämlik.
Fram till andra världskriget användes hiragana för utländska ord, betoningar och för att beskriva ljud. Efter andra världskriget bytte man plats på hiragana och katakana, så idag används hiragana vid följande tillfällen:
- För inhemska japanska ord som saknar kanji.
- Skrivet i liten stil ovanför (i horisontell skrift) eller till höger om (i vertikal skrift) ett kanji för att ange uttalet, så kallad furigana. Används i synnerhet för ovanliga kanji och i litteratur som riktar sig till barn och ungdomar.
- Vid verb- och adjektivböjning, så kallad okurigana.
- När kanjin anses vara alltför komplicerad, ovanlig eller dylikt. Till exempel skrivs "glasögon" (眼鏡) sällan med kanji, utan oftare med hiragana eller katakana.

## Katakana
Katakana (片仮名) är den japanska stavelseskriften som används främst för transkription av utländska (icke-japanska) ord till japanska men även som japansk motsvarighet till kursiv text, om något önskas förtydligas. 
Lånord och onomatopoetiska (ljudhärmande) ord skrivs även med katakana, liksom ofta även slangord. Utländska (ofta, men inte alltid undantaget kinesiska) namn transkriberas med katakana. Om man vill avskilja för- och efternamn görs detta med en prick (・). Japansk lag tillåter japanska medborgare att ha ett personnamn skrivet med katakana (familjenamnet måste skrivas med kanji); namn skrivna med kanji eller hiragana är dock vanligare. Katakana kallas också (男の手, otoko no te) vilket betyder 'manshand'.

## Teckentabell
Nedan följer en tabell över alla kana enligt ordningen: hiragana, transkribering, katakana. Gråmarkerade kana används inte längre.
| Grundljud         | Grundljud         | Grundljud         | Grundljud         | Grundljud         | Palataliserande ljud               | Palataliserande ljud               | Palataliserande ljud               |
| あ a ア           | い i イ           | う u ウ           | え e エ           | お o オ           | (ゃ ya ャ)                         | (ゅ yu ュ)                         | (ょ yo ョ)                         |
| か ka カ          | き ki キ          | く ku ク          | け ke ケ          | こ ko コ          | きゃ kya キャ                      | きゅ kyu キュ                      | きょ kyo キョ                      |
| さ sa サ          | し shi シ         | す su ス          | せ se セ          | そ so ソ          | しゃ sha シャ                      | しゅ shu シュ                      | しょ sho ショ                      |
| た ta タ          | ち chi チ         | つ tsu ツ         | て te テ          | と to ト          | ちゃ cha チャ                      | ちゅ chu チュ                      | ちょ cho チョ                      |
| な na ナ          | に ni ニ          | ぬ nu ヌ          | ね ne ネ          | の no ノ          | にゃ nya ニャ                      | にゅ nyu ニュ                      | にょ nyo ニョ                      |
| は ha ハ          | ひ hi ヒ          | ふ fu フ          | へ he ヘ          | ほ ho ホ          | ひゃ hya ヒャ                      | ひゅ hyu ヒュ                      | ひょ hyo ヒョ                      |
| ま ma マ          | み mi ミ          | む mu ム          | め me メ          | も mo モ          | みゃ mya ミャ                      | みゅ myu ミュ                      | みょ myo ミョ                      |
| や ya ヤ          |                   | ゆ yu ユ          |                   | よ yo ヨ          |                                    |                                    |                                    |
| ら ra ラ          | り ri リ          | る ru ル          | れ re レ          | ろ ro ロ          | りゃ rya リャ                      | りゅ ryu リュ                      | りょ ryo リョ                      |
| わ wa ワ          | ゐ wi ヰ          |                   | ゑ we ヱ          | を wo ヲ          |                                    |                                    |                                    |
| ん n ン           |                   |                   |                   |                   |                                    |                                    |                                    |
| Tonande ljud      | Tonande ljud      | Tonande ljud      | Tonande ljud      | Tonande ljud      | Tonande, palataliserande ljud      | Tonande, palataliserande ljud      | Tonande, palataliserande ljud      |
| が ga ガ          | ぎ gi ギ          | ぐ gu グ          | げ ge ゲ          | ご go ゴ          | ぎゃ gya ギャ                      | ぎゅ gyu ギュ                      | ぎょ gyo ギョ                      |
| ざ za ザ          | じ ji ジ          | ず zu ズ          | ぜ ze ゼ          | ぞ zo ゾ          | じゃ ja ジャ                       | じゅ ju ジュ                       | じょ jo ジョ                       |
| だ da ダ          | ぢ ji ヂ          | づ zu ヅ          | で de デ          | ど do ド          | ぢゃ ja ヂャ                       | ぢゅ ju ヂュ                       | ぢょ jo ヂョ                       |
| ば ba バ          | び bi ビ          | ぶ bu ブ          | べ be ベ          | ぼ bo ボ          | びゃ bya ビャ                      | びゅ byu ビュ                      | びょ byo ビョ                      |
| Halv-tonande ljud | Halv-tonande ljud | Halv-tonande ljud | Halv-tonande ljud | Halv-tonande ljud | Halv-tonande, palataliserande ljud | Halv-tonande, palataliserande ljud | Halv-tonande, palataliserande ljud |
| ぱ pa パ          | ぴ pi ピ          | ぷ pu プ          | ぺ pe ペ          | ぽ po ポ          | ぴゃ pya ピャ                      | ぴゅ pyu ピュ                      | ぴょ pyo ピョ                      |

Det finns dock 3 partiklar på japanska: は, へ och を, som uttalas wa, e och o (inte ha, he eller wo). Anledningen till att de skrivs på det sättet beror på, att dessa partiklar representerar ett äldre japanskt uttal. Observera dock att tecknen endast uttalas så när de används som partiklar: i andra sammanhang uttalas は och へ som ha respektive he. を (wo) används numera endast som partikel, men skrivsättet wo används fortfarande t.ex för att skriva in det på ett japanskt tangentbord.

## Långa vokaler

### Hiragana
Långa vokaler skrivs genom att lägga till en av vokalerna あ, い う, え eller お till den hiragana vars vokal skall förlängas. Exempel: ぞう, zou, elefant.

### Katakana
Långa vokaler skrivs i katakana genom att lägga till tecknet ー efter det tecken som skall förlängas. Exempel: カーゴ, kaago, importord från engelskans "cargo", last. Förväxla ej "ー" med kanji "一" som betyder "ett". 

## Dubbla konsonanter

### Hiragana
Dubbel konsonant indikeras genom att っ (ett litet つ) placeras framför det tecken vars konsonant skall dubbleras. Exempel: さっか, sakka, författare.

### Katakana
Dubbel konsonant indikeras genom att ッ (ett litet ツ) placeras framför det tecken vars konsonant skall dubbleras.
Exempel: ハッカー, hakkaa, importord från engelskans "hacker", hackare.

## Utländska ljud
För representation av utländska ljud som inte går att uttrycka i skrift med det tecken som tagits upp ovan används följande teckenkombinationer.
|          |          |          | イェ ye  |          |
| ヴァ va  | ヴィ vi  | ヴ vu    | ヴェ ve  | ヴォ vo  |
|          |          | ヴュ vyu |          |          |
| クァ kua | クィ kui |          | クェ kue | クォ kuo |
|          |          |          | シェ she |          |
|          |          |          | ジェ je  |          |
|          | スィ sui |          |          |          |
|          | ティ ti  | トゥ tu  |          |          |
|          | ディ di  | ドゥ du  |          |          |
|          |          | テュ tyu |          |          |
|          |          |          | チェ che |          |
| ツァ tsa | ツィ tsi |          | ツェ tse | ツォ tso |
| ファ fa  | フィ fi  |          | フェ fe  | フォ fo  |
|          |          | フュ fyu |          |          |
|          | ウィ wi  |          | ウェ we  | ウォ wo  |

## Källhänvisningar
1. ↑  ”Kana: Japanese writing”. Encyclopædia Britannica. https://www.britannica.com/topic/kana. Läst 23 januari 2017.
2. ↑  "kana". NE.se. Läst 13 juli 2014.
3. ↑  Buswell, Robert E. & Lopez, Donald S. (2014) The Princeton Dictionary of Buddhism Princeton University Press uppslagsord: Kūkai.
4. 1 2 3  Hatasa, Yukiko Abe; Kazumi Hatasa; Seiichi Makino (2010). Nakama 1: Introductory Japanese: Communication, Culture, Context 2nd ed.. Heinle. sid. 2. ISBN 0495798185
5. ↑  Ekholm, Thomas (2015-02-03). Japans historia. Svenska Historiska Media Förlag AB. ISBN 9789187263026. https://books.google.se/books?id=nd54BgAAQBAJ&pg=PT41&lpg=PT41&dq=historia+kvinnor+hiragana&source=bl&ots=OveUCP1Kpb&sig=ACfU3U2Itz988WPvBfYiR7jqSOh0ZCrWhA&hl=sv&sa=X&ved=2ahUKEwjCpOD2vrThAhWolYsKHRuqBtQQ6AEwCHoECAkQAQ#v=onepage&q&f=false. Läst 3 april 2019